# PCS (Automarke)

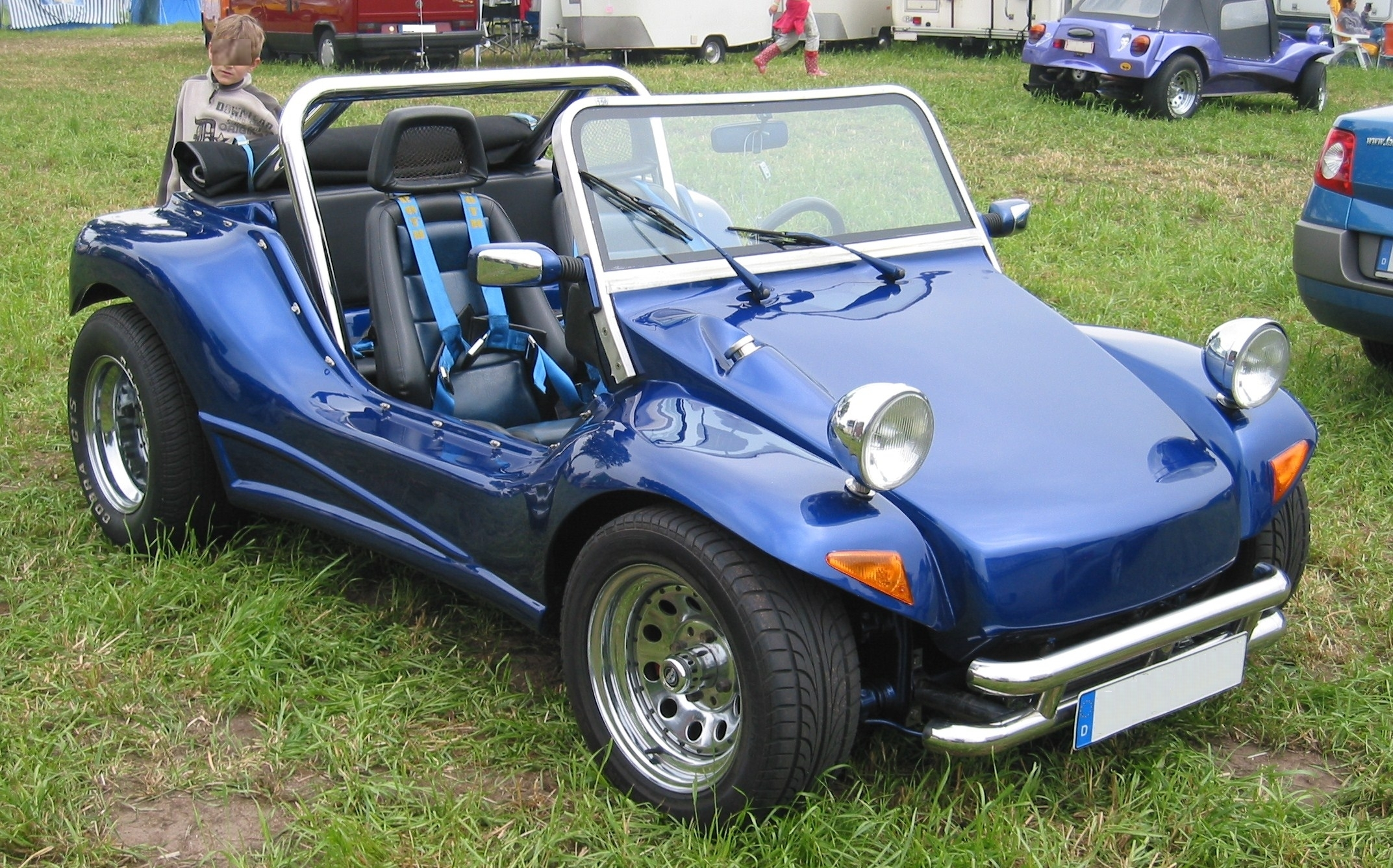
PCS Buggy

PCS war eine deutsche Automarke. Unter diesem Markennamen stellten verschiedene Unternehmen Buggies her. Die Konstruktion stammte von J. Wirth. Die Fahrzeuge waren sowohl als Bausatz als auch als Komplettfahrzeug erhältlich.

## Unternehmen
Das Unternehmen J. Wirth war am Igginger Weg 14 in Leinzell ansässig und vertrieb im Modelljahr 1981 die Modelle von PCS. Im Modelljahr 1982 wird Poly Car Stanulla mit der Adresse Am Mühlberg 4 in Wehrheim als Hersteller genannt. In den Modelljahren von 1983 bis 1986 fertigte Günter Siegel vom Autohaus Siegel an der Othestraße 30 in Bergneustadt die Fahrzeuge. Im Modelljahr 1987 war das Autohaus Siegel im Industriegebiet am Stauweiher in Gummersbach-Derschlag ansässig. Von 1991 bis 1993 wird die WM Automobilvertriebs GmbH aus der Hummelgasse 9 in Stuttgart als Hersteller genannt. Dieses Unternehmen wurde am 13. August 1996 aufgelöst. Es ist nicht bekannt, wann die Produktion endete.

## Fahrzeuge
Die PCS waren offene Freizeitautos. Die Basis bildete das Fahrgestell vom VW Käfer. Im Angebot standen zunächst die Modelle K mit einem gekürzten Fahrgestell und L mit einem ungekürzten Fahrgestell. Im Modelljahr 1987 gab es zusätzlich das Modell Sport. 1991 entfiel die gekürzte Version. Auf das Fahrgestell wurde eine Karosserie aus PVC montiert. Für den Antrieb sorgten zunächst ausschließlich Vierzylinder-Boxermotoren von VW. Der Sport war auch mit Sechszylindermotoren von Ford mit 90 PS Leistung lieferbar.